# 章宗元

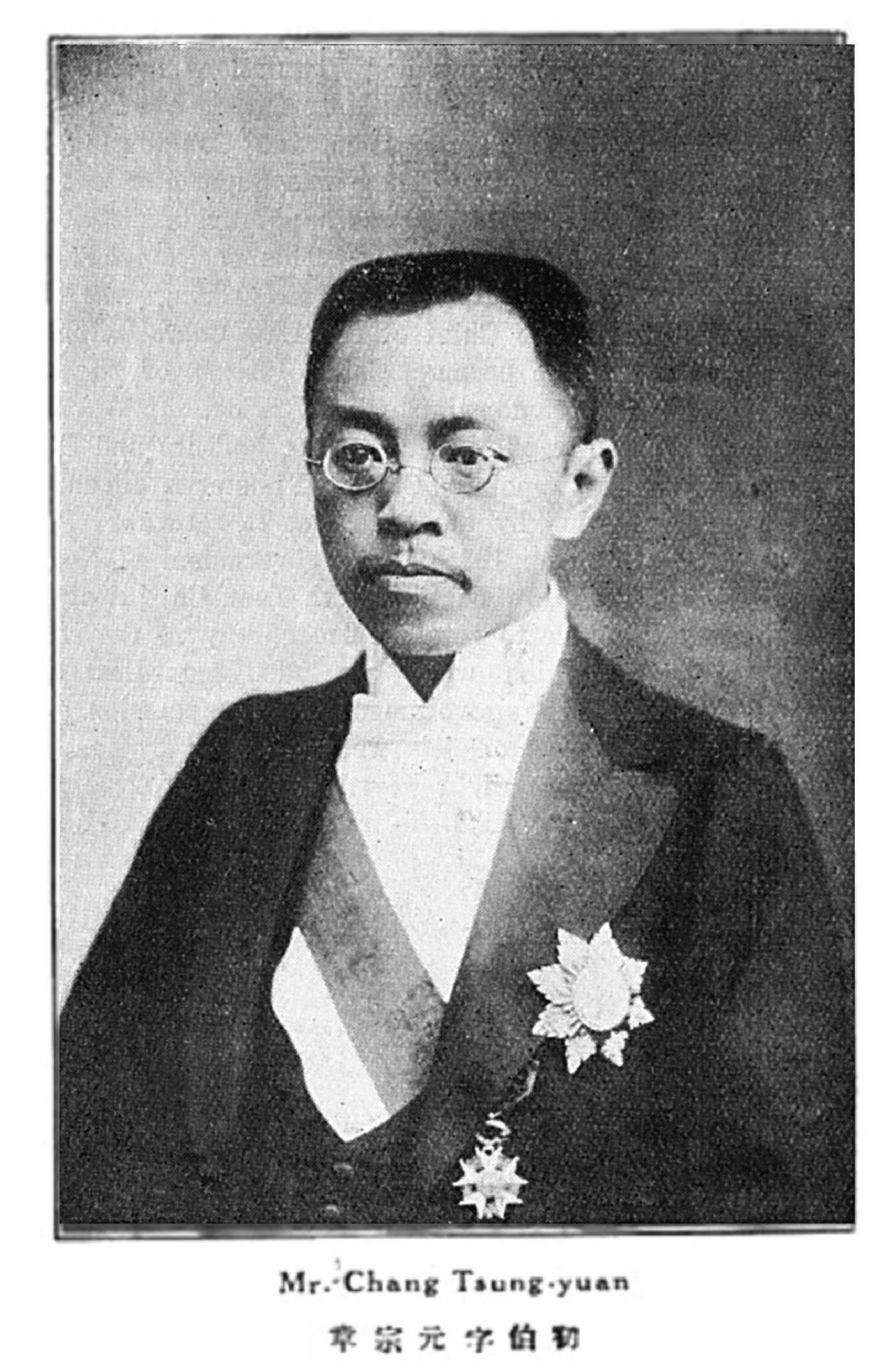

章宗元（1877年（一作1876年）—？），字伯初，中国浙江吴兴人。清末法学家、经济学家。

## 生平
1900年章宗元留学美国，毕业于加利福尼亚大学商科。1902年，其译著《美国独立史》（原著是普利策奖得主Edward Channing的《A History of the United States》）出版，成为畅销书。1903年，其译著《美史记事本末》出版。
此外，章宗元还翻译了《美国宪法》并著有《美国民政考》一书，最后将这两者跟已译著的《美国独立史》和《美史记事本末》同列为“求我斋同译”系列，分别为系列丛书之一、二、三、四。
1908年，获得修訂法律舘聘用，同日本法学家松冈义正及朱献文、高种、陈箓等三位在外国毕业的中国法学家一起修定《大清民律》。1909年后，章宗元曾先后担任宪政编查馆纂修、北京财政学堂监督、大清银行监理官等职务。他在清代曾为附生、游学毕业进士，曾任翰林院编修，资政院议员等职。
1912年中华民国成立，章宗元于1912年8月任財政部次長，至1913年5月免职。1913年，他担任驻外财政员审计处总办；1914年，他任币制局副总裁；1915年，他任币制委员会委员长。他还曾任文官普通考试副典试官、地方行政会议会长。
1917年到1920年，章宗元担任唐山工业专门学校校长。1918年，章宗元编写的《计学家言》出版。此后他还曾编著《中国泉币沿革》，成为中国最早研究现代经济理论者。1930年代，章宗元曾担任过上海总商会书记长、上海四行储蓄会秘书等职务。

## 家族
弟章宗祥。

## 著作
- （美）姜宁氏 撰；（清）章宗元 辑译，美国独立史（求我斋丛译之三），求我斋刻，
  - （美）姜宁氏 撰；（清）章宗元 辑译，美国独立史，东京：譯書彙編社，光绪二十八年（1902年）
  - （美）姜宁氏 撰；（清）章宗元 辑译，美国独立史，上海：开明书店，光绪二十八年（1902年）
- （美）姜宁氏 撰；（清）章宗元 辑译，美史记事本末（求我斋丛译之四），求我斋刻，光绪二十九年（1903年）
- 章宗元 译，美国宪法（求我斋丛译之一），求我斋刻，
  - 章宗元 辑译，美国宪法提要，上海：文明书局，光绪二十八年（1902年）
- 章宗元 辑译，美国民政考（求我斋丛译之二），求我斋刻，
  - （美）勃拉斯 著；（清）章宗元 译，美国民政考，上海：文明书局，光绪二十九年（1903年）
- 章宗元，计学家言，天津：经济学会，民国7年（1918年）
- 章宗元，中国泉币沿革，北京：经济学会，民国4年（1915年）

## 延伸阅读
[在维基数据编辑]
 在维基文库阅读此作者作品
 《游美同學錄·章宗元》，出自《游美同學錄》